# La Pêche au Ned
La Pêche au Ned (France) ou Edna, il l'a (Québec) (The Ned-liest Catch)  est le 22e épisode de la saison 22 de la série télévisée Les Simpson.

## Synopsis
Se sentant coupable d'avoir fait suspendre Madame Krapabelle à la suite d'une de ses blagues à l'école, Bart l'aide à s'échapper de la retenue jusqu'à ce que Ned Flanders lui sauve la vie. Lorsque Edna et Ned commencent à se fréquenter, il est surpris d'apprendre qu'elle a été avec beaucoup d'hommes de Springfield, notamment le batteur d'Aerosmith Joey Kramer

## Réception
Lors de sa première diffusion aux États-Unis, l'épisode a attiré 5,2 millions de téléspectateurs.